# Reed Richards
Mr. Fantástico (Reed Richards) es un superhéroe ficticio que aparece en los cómics estadounidenses publicados por Marvel Comics. Es miembro fundador de Los 4 Fantásticos. Reed posee un dominio de la ingeniería mecánica, aeroespacial y eléctrica, la química, todos los niveles de la física y la biología humana y alienígena. BusinessWeek enumeró al Mr. Fantástico como uno de los 10 mejores personajes ficticios más inteligentes en los cómics estadounidenses. Él es el inventor de la nave espacial que fue bombardeada por la radiación cósmica en su viaje inaugural, otorgando a Los 4 Fantásticos sus poderes. Reed ganó la capacidad de estirar su cuerpo en cualquier forma que lo desee.
Reed actúa como líder y figura paterna de Los 4 Fantásticos, y aunque sus poderes de rayos cósmicos son principalmente habilidades de expansión, su presencia en el equipo está fuertemente definida por su perspicacia científica, ya que es reconocido oficialmente como el hombre más inteligente del Universo Marvel. Este es particularmente un punto de tragedia en lo que respecta a su mejor amigo llamado Ben Grimm, quien parcialmente culpa a Reed por su transformación en una gran criatura rocosa llamada Thing. Cada vez que Reed se enfrenta a un desafío, su atención puede estar tan enfocada que puede descuidar incluso a su propia familia. A pesar de todo, él es el amado esposo de Susan Storm, padre de su hijo llamado Franklin Richards y su hija llamada Valeria Richards, y mentor de su cuñado llamado La Antorcha Humana.
Primero se especuló, y más tarde confirmó que se había diagnosticado a sí mismo estar en el espectro autista.
El personaje de Reed Richards fue interpretado por los actores Alex Hyde-White en la película Los Cuatro Fantásticos de 1994, Ioan Gruffudd en la película de 2005 Los 4 Fantásticos y su secuela de 2007 Los 4 Fantásticos y Silver Surfer y Miles Teller en la película de 2015, 4 Fantásticos. John Krasinski interpreta a una versión del personaje en la película del Universo cinematográfico de Marvel, Doctor Strange en el multiverso de la locura (2022), y Pedro Pascal interpreta el personaje en la película del mismo universo, The Fantastic Four: First Steps (2025) y volverá en las películas de Avengers: Doomsday (2026) y Avengers: Secret Wars (2027).

## Historial de publicaciones
Creado por el escritor Stan Lee y el artista / co-plotter Jack Kirby, el personaje apareció por primera vez en The Fantastic Four # 1 (noviembre de 1961). Él fue uno de los cuatro personajes principales en el título. Lee ha declarado los poderes de estiramiento se inspiraron en el personaje creado por Jack Cole en 1941 para Quality Comics, Plastic Man (posteriormente adquirido por DC, quien también había creado su propia versión en 1960, Elongated Man), que no tenía equivalente en Marvel.
Reed Richards ha seguido apareciendo regularmente en el cómic Fantastic Four durante la mayor parte de su publicación.

## Biografía ficticia del personaje

### Antes de los 4 Fantásticos
Nacido en Central City, California, Reed es el hijo de Evelyn y Nathaniel Richards. Nathaniel era un genio científico, y Reed heredó un nivel similar de intelecto e intereses. Siendo un niño prodigio con aptitud especial en las matemáticas, la física y la mecánica, Reed Richards ya se había inscrito en la universidad cuando tenía 14 años, asistiendo a universidades prestigiosas como el Instituto de Tecnología de Massachusetts, el Instituto de Tecnología de California, la Universidad de Harvard, la Universidad de Columbia, y la ficticia Universidad Empire State.
Fue en la Universidad del Estado que conoció a Benjamin J. Grimm. Reed ya había comenzado el diseño de una nave capaz de viajar en el hiperespacio. Compartiendo sus planes con su nuevo compañero de cuarto, Grimm en tono de broma se ofreció para pilotar la nave.
También mientras asistía en Columbia, Reed conoció a un compañero estudiante brillante, Victor Von Doom. En Richards, Doom conoció a la primera persona que podría emparejarlo intelectualmente; con respecto a Richards como su rival final, Doom se puso cada vez más celoso de Richards. Decidido a demostrar que era mejor, Doom condujo experimentos temerarios que finalmente le marcaron la cara y lo llevarían a convertirse en el Doctor Doom.
Cuando Reed, a los 19 años, continuó su educación asistiendo a la Universidad de Columbia en Manhattan, él alquiló una habitación en una casa de huéspedes propiedad de la tía de una niña llamada Susan Storm, que era estudiante de pregrado en ese momento. Para su vergüenza, la niña, que tenía 13 años, se enamoró al instante de él. A pesar de que Reed tuvo que seguir adelante, ella continuó llevando una antorcha por Richards.
Pasando a Harvard, Reed obtuvo un doctorado en física e ingeniería eléctrica mientras trabajaba como un científico militar, todo esto a la edad de 22. Él también trabajó en comunicaciones para el ejército. Tres años después, Reed usó su herencia, junto con los fondos del gobierno, para financiar su investigación. Decidido ir a Marte y más allá, Richards basó el fatídico proyecto en Central City. Susan Storm, ahora una joven adulta, se trasladó a la zona, y en poco tiempo se vio comprometida con Reed. Debido a los ahorros lucrativos y la participación en fundaciones de caridad de su familia, ella proporcionó más fondos cuando el dinero de Reed se acabó. Del mismo modo, el viejo compañero de cuarto de Reed en la universidad, Ben Grimm, ahora un exitoso piloto de pruebas y astronauta, fue de hecho programado para pilotar la nave.
Todo parecía estar bien; sin embargo, cuando el gobierno amenazó con cortar la financiación y cancelar el proyecto, Reed, Ben, Sue y el hermano menor de Sue, Johnny, acordaron colarse a bordo de la nave y despegarla inmediatamente. Ellos sabían que no habían completado todas las pruebas que habían planeado, pero Reed estaba seguro de que estarían a salvo. Ben fue inicialmente escéptico acerca de los efectos desconocidos de la radiación, mientras que Reed teorizó que el blindaje de su nave sería adecuado para protegerlos.
Cuando su nave pasó a través del cinturón de Van Allen el grupo encontró su cabina bombardeada con dosis casi letales de radiación cósmica. Reed se había a explicar los niveles anormales de radiación en la atmósfera del cinturón. Los rayos cósmicos causaron estragos en el blindaje insuficiente de la nave, por lo que se vieron obligados a regresar a la Tierra inmediatamente. Cuando aterrizaron, ellos descubrieron que sus cuerpos habían cambiado dramáticamente. El cuerpo de Reed era elástico y podía remodelar cualquier parte de su cuerpo a voluntad. siguiendo su sugerencia, ellos decidieron usar sus nuevas habilidades para servir a la humanidad como los 4 Fantásticos. Reed fue elegido para dirigir el grupo, bajo el nombre "Mr. Fantástico". Él posteriormente le contó a su hija, a través de un cuento antes de dormir, que la razón por la que sugirió que se convirtieran en aventureros y les diera trajes y nombres tan extravagantes como "Mr. Fantástico" y "La Cosa" era que sabía que probablemente serían odiados o temidos por sus poderes sin una imagen pública tan exagerada.
Esta historia ha sido cambiada a lo largo de los años con el fin de mantenerla actualizada. En los cómics originales, Richards era un veterano de la Segunda Guerra Mundial que había servido tras las líneas enemigas en la ocupada Francia, y el objetivo de su misión espacial era un vuelo espacial tripulado a la Luna antes de que los comunistas fueran capaces de hacerlo. Esto fue cambiado posteriormente en llegar ahí antes que los comunistas chinos, y para explorar las zonas interestelares del planeta rojo y más allá. Además, Reed originalmente dice que él y Sue "eran niños juntos" y que Sue era la "chica de al lado" que Reed dejó atrás para ir a luchar en la guerra. Esta historia de origen fue, muchos años después, alterada para que Sue tuviera trece años cuando conoció a Reed, que tenía poco más de veinte años, a su tía Marygay. El actual canon oficial de Marvel ha alterado esta historia de origen combinando elementos de ambos: eliminó la gran brecha de edad, pero sostuvo que Reed y Sue no se conocieron hasta su adolescencia en la pensión de la tía Marygay. El cambio en la edad fue una decisión editorial tomada en 2013 cuando Reed se convirtió, varios años más tarde, en un interés romántico por una chica que conoció cuando tenía trece años y que se consideró inapropiado.

### Liderazgo de los 4 Fantásticos
El inicio de la carrera de los 4 Fantásticos llevó a Mr. Fantástico a una serie de descubrimientos, y tuvieron sus primeros encuentros con muchos personajes inusuales. En la primera aparición del equipo, ellos lucharon contra el Hombre Topo. Luego lucharon contra los Skrulls. Poco después de eso, el equipo se encontró con el Sub-Marinero. Más tarde tuvieron la primera de muchas batallas con el Doctor Doom. Luego después viajar a un mundo subatómico. Poco después, ellos se encontraron como Rama-Tut. A continuación se enfrentaron con el Hombre Molécula.
Siendo el líder del equipo, Mr. Fantástico creó numerosos dispositivos y vehículos exóticos para el equipo, como ropa hecha de 'moléculas inestables' de modo que pudiera usarse con sus poderes de manera segura. Además, Reed a menudo lleva al equipo en expediciones audaces, como a la Zona Negativa, además de oponerse al mal. Asimismo, Richards se ha sentido personalmente responsable del cambio grotesco de Ben Grimm y ha trabajado de vez en cuando para revertirlo permanentemente.
Bajo su dirección, el equipo se convirtió en el grupo de héroes más célebre de la Tierra. Juntos, ellos salvarían al mundo innumerables veces. Siempre impulsado por su búsqueda de conocimiento, la mayoría cree que Reed es la inteligencia más importante de la Tierra. Hay poco que no pueda crear, reparar, o entender en un momento dado. Las patentes y las regalías sobre sus inventos han financiado por sí mismas al grupo en los últimos años.
Sin embargo, hay algunas desventajas de su asociación con el equipo. La principal de ellas son los encuentros violentos del equipo con el Doctor Doom, quien cree que Reed fue el responsable del accidente que lo llenó de cicatrices. Doom nunca ha perdonado a Reed y ha jurado venganza. Doom incluso ha ido tan lejos como para transformar a Reed en un monstruoso fenómeno, atacar a sus hijos, y tratar de seducir a Susan.

### Subtramas y arcos argumentales
Después de muchas aventuras como los 4 Fantásticos, Reed se casó con Sue. No mucho tiempo después de eso, el equipo se encontró con los Inhumanos por primera vez. Después se encontraron con Galactus y Silver Surfer. Reed entonces abrió un portal a la Zona Negativa por primera vez. Pronto, el equipo luchó por primera vez contra el Hombre Psicópata. En poco tiempo, Reed y Sue tuvieron un bebé, el joven Franklin Richards; el equipo luchó contra Annihilus justo antes del nacimiento de Franklin. Franklin era un mutante con poderes increíbles, pero, debido a la alteración de los rayos cósmicos en el ADN de sus padres, estos se manifestaron cuando aún era muy joven (en el Universo Marvel, los poderes de la mayoría de los mutantes se manifiestan cuando son adolescentes). Franklin parece tener el poder que puede rivalizar a un miembro de los Celestiales; el poder de un dios en el cuerpo de un niño pequeño. La pareja se separó brevemente, y Reed enajenó más a Sue al cerrar la mente de Franklin con el fin de evitar que su poder cause una catástrofe global; Sue Storm inició los trámites de divorcio, pero ambos se reconciliaron poco después.
Reed también salvó la vida de Galactus en el curso de sus aventuras. Él a continuación compró el Edificio Baxter. Más tarde, Reed fue juzgado por los Shi'ar por salvar la vida de Galactus, pero los cargos fueron retirados cuando Eternidad concedió brevemente a todos los asistentes al juicio un momento de 'conciencia cósmica' que les permitió entender que Galactus era necesario para el continuo bienestar del universo. La batalla de Reed con Gormuu antes de obtener sus poderes fue relatada. Justo después de eso, Reed se reunió con su padre en una línea temporal alternativa. Algún tiempo después, Reed y Sue se retiraron de los 4 Fantásticos, y luego se unieron a los Vengadores, a pesar de que la experiencia pasada como el líder de los 4 Fantásticos significó que tuviera problemas ajustándose a seguir a los órdenes del Capitán América, independientemente de su respeto por el otro hombre. Finalmente, Reed y Sue decidieron reunirse a los 4 Fantásticos.
En el curso de la lucha contra un extraterrestre llamado Hambre, el Doctor Doom fue gravemente herido. Los 4 Fantásticos también formaron parte de la batalla contra Hambre, y Doom le pidió a su viejo enemigo que tomara su mano. En ese momento, ambos desaparecieron en un instante, dejando nada más que cenizas. Parecía como si los dos jurados enemigos habían muerto apropiadamente en manos de cada uno.
Sin embargo, desconocido para todos en ese tiempo, Reed y Doom en realidad habían sido arrojados al pasado en el tiempo de los bárbaros y en un mundo extraterrestre por un ser llamado Hyperstorm, el nieto de Reed de un futuro alternativo, el hijo de Franklin Richards y Rachel Summers, la hija de Scott Summers y Jean Grey. Estaban tan lejos en el pasado, y sin tecnología, que incluso sus mentes brillantes no podían encontrar un camino de regreso a casa. Doom fue capturado y hecho prisionero por Hyperstorm. Reed vagó sin rumbo por alrededor de un año.
Mientras tanto, el resto de los 4 Fantásticos reclutaron a Scott Lang como asesor científico. Ellos incluso se enfrentaron a una versión alternativa de Reed llamado Dark Raider, quien viajaba de realidad en realidad, destruyendo todas las diversas versiones de sí mismo tras su propio fracaso en salvar al mundo de Galactus en su primer enfrentamiento.
Después, los miembros restantes de los 4 Fantásticos junto con el Sub-Marinero, Lyja y Kristoff Vernard se vieron atrapados en la misma época que Reed y Doom. Ellos encontraron a Reed, pero se enfrentaron a un nuevo problema: durante su tiempo a solas, Reed se había resignado a la realidad de que era imposible que sus viejos amigos planearan un rescate, por lo que los atacó, pero pronto se dio cuenta de que estos realmente eran sus amigos. Después de regresar a su propia era temporal, Reed buscó a Galactus, el único ser en el Universo que podía derrotar a Hyperstorm. Tras la derrota de Hyperstorm a manos de Galactus, los 4 Fantásticos regresaron al presente, donde continuaron sus vidas, no solo como equipo, sino como una familia.

### Onslaught y Heroes Reborn
Poco después de su regreso, los 4 Fantásticos se enfrentaron a un ser llamado Onslaught, quien había tomado el control de un ejército de Centinelas e invadido la ciudad de Nueva York, cazando a todo ser mutante que pudiera encontrar. Onslaught deseaba agregar las poderosas habilidades de Franklin Richards a las suyas. Solo a través del aparente sacrificio de las propias vidas de los 4 Fantásticos y las de muchos héroes del Universo Marvel, Onslaught finalmente fue vencido. Los héroes habrían entonces muerto de no ser por Franklin, quien creó una realidad alternativa para que residieran ahí. Completamente ajenos a lo que había ocurrido, Reed y sus compatriotas revivieron la mayor parte de sus vidas. En su ausencia, la sede de los 4 Fantásticos, Four Freedoms Plaza, fue aniquilada por los Maestros del Mal haciéndose pasar por los Thunderbolts. Un año después, Franklin regresó con su familia junto con los otros héroes de la realidad paralela. Reed se alegró al ver a su hijo de nuevo, pero él y el resto de los 4 Fantásticos se encontraron sin un hogar, mudándose al depósito de almacenamiento de Reed en el Muelle 4, con vistas al East River. Haciendo de esto su casa, los 4 Fantásticos continuaron con sus vidas, logrando finalmente mudarse de nuevo al Edificio Baxter.
Reed resulta ser uno de los miembros de los "Illuminati", desconocido para su esposa. Él también está en posesión de la Gema del Poder del Guantelete del Infinito.

### Pro-Registro
En la miniserie y evento crossover, Civil War, Reed Richards es una de las figuras principales, junto con Iron Man, a favor del Acta de Registro Sobrehumano. Él especula que esto dará lugar a conflictos con su esposa, lo cual se volvió realidad en la edición #4 de la miniserie cuando un clon de Thor, creado por él y Tony Stark, se salió de control y mató a Goliat y casi mató al resto de los Vengadores Secretos hasta que Sue Storm intervino y los salvó. Poco después, Sue dejó a Reed, junto con Johnny, para unirse a los Vengadores Secretos con la esperanza de impulsar a Reed a terminar el conflicto rápidamente.
En The Amazing Spider-Man #535, el cual tiene lugar poco antes de los acontecimientos de Civil War #5, Peter Parker exige ver las condiciones dentro del centro de detención diseñado por Reed para encerrar a superhumanos no registrados. Después de ser escoltado a la prisión por Iron Man, Parker regresa con más dudas que nunca acerca de si él está en el lado correcto, y le pregunta a Reed por qué apoya al Acta de Registro Sobrehumano, una pregunta que Reed responde contándole la historia de su tío paterno, Ted. Siendo un escritor profesional, Reed recuerda a sú tío como alguien "divertido", "colorido", y "aceptador". De niño, Reed amaba pasar tiempo con Ted. Desafortunadamente, Ted también era "un excéntrico" y "testarudo". Debido a que tenía una carrera en las artes y sobresalió, Ted fue llamado ante el Comité de Actividades Antiestadounidenses, encarcelado por cargos de desprecio del Congreso durante seis meses, y fue incapaz de encontrar trabajo después de haber cumplido su condena. Incluso fue rechazado por el padre de Reed. Ted perdió todo, lo cual Reed dice que finalmente "lo mató", sin entrar en más detalle. Richards opina que su tío se equivocó al tomar tal posición, entrar en una pelea que no podía ganar, y dejar de respetar la ley.
Sin embargo, Fantastic Four #542 revela que la verdadera razón por la que apoya el Acta de Registro se debe a su desarrollo de una versión de trabajo del concepto ficticio de la psicohistoria de Isaac Asimov. Su aplicación de esta ciencia le indica que miles de millones morirán en crecientes conflictos sin la presencia del Acta. En la batalla final de la guerra, Reed recibe un disparo de Taskmaster, salvando la vida de Sue Storm. Con Reed al borde de la muerte, Susan, furiosa, golpea a Taskmaster con un campo de fuerza invisible. Reed sobrevive, sin embargo, y Sue regresa con él después de la batalla, tras haberle concedido amnistía. Buscando reparar el daño hecho a su matrimonio como resultado de la guerra, Sue y Reed toman un tiempo libre de los 4 Fantásticos, pero le piden a Tormenta y Pantera Negra que tomen sus lugares en el ínterin.

### World War Hulk
En medio de la Guerra Civil, Reed Richards aprendió de una breve conversación con Mastermind Excello que Hulk no está en el planeta donde los Illuminati intentaron exiliarlo. Después de una conversación sobre el bien que Hulk ha hecho por la humanidad, Reed le cuenta a Iron Man lo que le sucedió a Hulk y también declara que Hulk tiene amigos, y "que Dios nos ayude si lo encuentran antes que nosotros".
Después de la Guerra Civil, Reed Richards había estado controlando Mastermind Excello y cuando She-Hulk se enteró del exilio de Hulk, Reed Richards envía a Doc Samson para enfrentarla cuando ve su reunión con Mastermind Excello.
En World War Hulk # 1, Reed se muestra con Tony Stark como Iron Man. Ambos hombres estaban tratando de convencer a Sentry de luchar contra Hulk, pensando que el aura de calma que produce el Sentry podría ser capaz de detener el alboroto de Hulk. En World War Hulk # 2, con la ayuda del resto de los Cuatro Fantásticos, Tormenta y Pantera Negra, Reed puede crear una máquina que proyecta una imagen del Sentry y recrea el aura de calma del héroe. Él usa la máquina en Hulk justo cuando está a punto de vencer a la Cosa, pero Hulk sabe que no es el verdadero Sentry y destruye la máquina. En una última línea de defensa, Sue Storm trata de proteger a su marido al encapsular a Hulk en un campo de energía mientras le suplica que perdone a Reed. Hulk no escucha y es capaz de ejercer la suficiente fuerza contra su campo de fuerza como para hacer colapsar a Susan y experimentar una hemorragia nasal por el estrés, antes de que condene a Reed con la ira de Hulk.
Reed se ve más tarde entre los diversos héroes derrotados por Hulk hasta ahora, dentro de las profundidades de la arena Gladiador de Hulk, ubicada dentro del Madison Square Garden. Él y todos los héroes están implantados con "discos de obediencia" que se utilizan para suprimir sus poderes. Estos discos son los mismos que se utilizaron en Hulk durante su tiempo en Sakaar. Hulk ordena que Iron Man y Mr. Fantástico se enfrenten en la batalla. Richards, después de tener la sartén por el mango contra Stark, recibe la aprobación de Hulk, instruyendo a Richards para que mate a Stark. Sin embargo, Hulk les perdona la vida, mostrándoles que demostró su punto de vista ante el mundo. Sobrevivieron al encuentro gracias a la misericordia de Hulk y la oportuna intervención del Sentry. Los Illuminati son parcialmente liberados de la responsabilidad de la destrucción de Sakaar cuando Miek, uno de los aliados alienígenas de Hulk, admite que vio que las fuerzas del Rey Rojo rompían el núcleo warp de la nave. Miek se mantuvo en silencio para iniciar lo que sintió que era el destino de Hulk como el "Destructor de Mundos".

### Secret Invasion
El señor Fantástico estaba en la reunión de los Illuminati discutiendo sobre la amenaza de los Skrulls cuando se descubrió que Black Bolt era un Skrull disfrazado.
El Señor Fantástico y Hank Pym hacen una autopsia del cuerpo del Skrull que se hizo pasar por Elektra (con Reed pretendiendo ver el cadáver por primera vez, manteniendo el secreto de los Illuminati). Después de completar la disección, Reed afirma haber descubierto el secreto de cómo los Skrulls pudieron ocultar sus identidades. Antes de que pueda dar más detalles, "Hank Pym" se revela a sí mismo como un Skrull y dispara a Richards con un arma que deja violentamente su cuerpo elástico en un estado de caótico desorden similar a Cuerda Tonta. En Secret Invasion: Fantastic Four # 1, se muestra que un Skrull asumió la forma de Reed para emboscar con éxito y capturar a Sue Richards, para facilitar un ataque en la sede de los Cuatro Fantásticos.
Se ve a Reed Richards consciente pero aún sin forma, siendo forzado a estirarse en todas las direcciones para cubrir el piso de una arena de tamaño mediano a bordo de una nave Skrull, con todos los asientos llenos por los espectadores de Skrull. Es liberado por Abigail Brand, y luego viaja con ella a la Tierra Salvaje y utiliza un dispositivo para revelar todos los invasores Skrull presentes. Después de ayudar a los Vengadores a derrotar a los impostores y regresar a Nueva York, Reed ayuda a los héroes y villanos de la Tierra en su batalla contra los Skrulls.

### Dark Reign
Míster Fantástico ayuda a los Nuevos Vengadores en la búsqueda de la hija de Luke Cage y Jessica Jones. Él y el resto de los Cuatro Fantásticos son mágicamente reducidos a señales de televisión por las actividades caóticas del Dios Mayor Chthon, para evitar que intervengan, aunque después de que Chthon sea derrotado, él y los otros tres son rechazados.
Norman Osborn ha enviado agentes de H.A.M.M.E.R. para cerrar los Cuatro Fantásticos y capturarlos, expulsándolos de la Iniciativa y despojándolos de todos sus derechos. Teniendo lugar una semana después de la Invasión Secreta, que ha llevado a Richards a revaluar seriamente su propia vida y la vida que ha construido para su familia, lo que resulta en conflictos internos turbulentos. Richards, mientras mira duramente la vida, se ve obligado a construir una máquina que sea capaz de doblegar la realidad misma. Los agentes de H.A.M.M.E.R. (enviados por Norman Osborn, un hombre muy consciente de que Reed es uno de los pocos que tienen un intelecto superior al suyo y por lo tanto representan una gran amenaza para su mundo de sombras cuidadosamente construido) llegan justo cuando Reed activa la máquina, interactuando con la fuente de alimentación del edificio Baxter, lo que resulta en una flacucción de energía que envía Sue, Ben y Johnny regresan a la era prehistórica, cargados de peligros, que se manifiestan en la forma de la Primera Hostia Celestial. Reed busca respuestas que solo se pueden encontrar en líneas de tiempo alternativas ya que los tres se encuentran en una guerra civil súper héroe de la era hiboriana; Franklin y Valeria son los únicos disponibles para enfrentar a los agentes enviados por Osborn. Richards estudia otras Tierras paralelas para ver si alguna encontró una solución pacífica a la Guerra Civil, que resultó de la Ley de Registro Sobrehumanos. Reed mira en diferentes mundos, algunos más extraños que los nuestros, para ver lo que hicieron de manera diferente. Esta es una mirada profunda sobre a dónde ha ido el Universo Marvel en el pasado "año" (en tiempos de Marvel) y para ver quién tuvo la culpa, si es que alguien. Reed se reúne con los otros cinco Illuminati para manejar el problema. Por último, después de ver aproximadamente un millón de Tierras alternas, había llegado a la conclusión de que no había forma de que se resolviera la Guerra Civil, pero que él, como el hombre más inteligente del Universo Marvel, tenía la responsabilidad de enmendar las cosas. Pero antes de apagar la máquina, busca otras realidades donde tienen las mismas máquinas que está usando; la máquina los ubica y las personas que encuentra le dicen que pueden ayudarlo.
Reed Richards reapareció en Mighty Avengers # 24 rehusándose a darle a Hank Pym un invento previamente dejado al cuidado de los Cuatro Fantásticos, luego de la muerte prematura de Bill Foster, haciendo que Avispa lidere el equipo de Poderosos Vengadores para recuperar el dispositivo. En el próximo número, Pym intenta derribar el Edificio Baxter (debido a las manipulaciones de Loki, probablemente) siembra aún más disgusto y conduce a un conflicto directo entre los Cuatro Fantásticos y los Poderosos Vengadores de Loki, extendiéndose a Mighty Avengers # 26. Este conflicto finalmente termina en una nueva base para los Poderosos Vengadores y una alianza sorprendentemente inquietante del Dark Reign; el próximo número de los Poderosos Vengadores mostrará un nuevo personaje, un gobernante conocido como Unspoken, uno más poderoso que cualquier otro en el universo, hasta el punto que tuvo que ser borrado de la historia, y cómo su el retorno impactará al planeta y al cosmos más allá, en War of Kings.
Después de la Invasión Secreta y algún tiempo en el Reino Oscuro, en la Guerra de Reyes, cuando Blastaar está a punto de abrir el portal a la Tierra, en el otro lado en Camp Hammond, Star-Lord y los Guardianes le dicen a Reed Richards y otros que nunca abre el portal, o enfrentarán la ira de Blastaar. Míster Fantástico está de acuerdo y dice que no abrirán el portal y luego preguntará quiénes son. Star-Lord responde: "Somos los Guardianes de la Galaxia" antes de partir.

### Future Foundation
La tragedia golpea al equipo cuando Johnny aparentemente muere en la Zona Negativa. Cuando los Cuatro Fantásticos se recuperan de la aparente muerte de Johnny, Míster Fantástico se desilusiona de cómo los científicos ven la ciencia y sus aplicaciones. Por lo tanto, crea un nuevo equipo, la Future Foundation, para ayudar a crear un futuro mejor para la humanidad. Sin embargo, las tareas iniciales del equipo son complicadas cuando se ven obligadas a lidiar con el 'Consejo de Cañas', un grupo de versiones alternativas de Reed Richards que carecen de su moralidad o familia que quedaron atrapadas en la realidad de los FF después de un accidente con el portal dimensional de Reed.

### El Hombre Silencioso
Después de que Johnny es devuelto y el equipo reanuda el uso del nombre de los Cuatro Fantásticos, son atacados sistemáticamente por el misterioso Hombre Silencioso, una figura que revela que ha estado detrás de muchos de los ataques de los villanos que los FF ha enfrentado a lo largo de los años, ahora avanzando hacia tome un papel más activo mientras apaga los poderes de Johnny, enmarca la Cosa por asesinato, hace que Reed y Sue Richards sean declarados guardianes no aptos para sus hijos, y luego secuestra a Reed con la intención de enmarcarlo para una serie de ataques cometidos por los héroes creados en el universo de bolsillo de Franklin. Sin embargo, Reed puede derrotar el plan del Hombre Silencioso para proclamarse el héroe que derrotó el "ataque" de Reed - uno de los aliados del Hombre Silencioso - con la intención de traicionarlo, obligando a Reed y al Hombre Silencioso a trabajar juntos para desactivar el equipo del Hombre Psicópata.

### Secret Wars
Durante la historia de Secret Wars, Reed es uno de los pocos sobrevivientes de Tierra-616 con sus recuerdos intactos, escondiéndose en una 'balsa salvavidas' con varios otros héroes y finalmente lanzado por Doctor Strange. Al enterarse de que el nuevo 'Mundo de Batalla' ahora está gobernado por el Doctor Doom, quien ha absorbido el poder de varios Beyonders y Hombres Moléculas para convertirse en un dios virtual, Reed y los demás héroes se dispersan por Battleworld para elaborar un plan. Reed finalmente comienza a trabajar con su contraparte del universo de Ultimate Marvel que se llama a sí mismo Maker. Los dos se encuentran en desacuerdo sobre sus métodos, con Reed prefiriendo encontrar una manera de salvar el mundo, mientras que Maker está más centrado en matar a su enemigo, Reed contrarrestando las acusaciones de su otro ser que es débil al pensar que simplemente tiene cosas que cuidar fuera de sí mismo. En la confrontación final, Reed y Maker descubren que la fuente del poder de Doom es el Hombre Molécula, pero aunque el Creador intenta traicionar a Reed al convertirlo por la fuerza en un simio, Reece revierte el ataque del Hacedor y lo convierte en una pizza de pepperoni. Cuando Doom desciende para enfrentarse a Reed, Reed desafía a Doom cuando Reece priva temporalmente a Doom de sus nuevos poderes a nivel divino, Reed proclama que Doom no es más que un cobarde por tomar el control de lo que quedaba de la existencia en lugar de intentar remodelarlo. Inspirado por las palabras de Reed, Reece transfiere el poder de Doom a él, con Reed recreando la antigua Tierra-616 antes de que él, Susan, sus hijos y el resto de la Fundación Futura se muevan para usar los poderes de Franklin y Reed para reconstruir el multiverso.

### Regreso a Tierra Prima
Míster Fantástico, Mujer Invisible y Future Foundation se enfrentaron más tarde al Griever al final de todas las cosas después de que Reed gastara la mayor parte de sus energías basadas en Beyonder, mientras que Franklin se quedó con solo habilidades limitadas para deformar la realidad. Debido a que Griever causó el colapso de 100 mundos, la Future Foundation tuvo que resistir incluso después de que Hombre Molécula fue asesinado. Cuando Míster Fantástico engañó al Griever para que les trajera a sus compañeros de equipo de los Cuatro Fantásticos, la Mole y la Antorcha Humana se reunieron cuando todos los demás superhéroes que formaban parte de los Cuatro Fantásticos también aparecieron. Ante estos números, el Griever finalmente fue rechazado cuando la mayor parte de su equipo fue destruido, lo que la obligó a regresar a su universo o quedar atrapada en este, mientras que los héroes pudieron reparar el equipo dañado para crear un nuevo teletransportador para enviar a todos a casa.

## Poderes y habilidades
Reed Richards ganó el poder de la elasticidad a partir de la irradiación de los rayos cósmicos. Tiene la capacidad de convertir todo su cuerpo en un estado altamente maleable a voluntad, lo que le permite estirarse, deformarse y reformarse en prácticamente cualquier forma. Se ha observado que Richards puede utilizar su forma de estiramiento en una variedad de maneras ofensivas y defensivas, como comprimirse en una pelota y rebotar en los enemigos, aplanarse en un trampolín o un paracaídas para atrapar a un compañero de equipo que cae, o inflarse a sí mismo en una balsa salvavidas para ayudar en un rescate de agua. Él puede voluntariamente reducir la cohesión de su cuerpo hasta que llegue a un estado fluido, que puede fluir a través de las aberturas mínimas. Reed también puede formar sus manos en armas de estilo maza y martillo, y concentrar su masa en sus puños para aumentar su densidad y efectividad como armas.
El control de Reed sobre su forma ha sido desarrollado a tal punto que ha sido capaz de alterar radicalmente sus rasgos faciales y toda su forma física para pasar entre humanos y no humanos, sin que se note ni se reconozca. Incluso se ha moldeado en formas de objetos inanimados, como un buzón. Rara vez usa sus poderes de una manera tan poco digna. Sin embargo, parece no tener reparos en estirar las orejas, tomar la forma de un dinosaurio o inflar sus manos en los juguetes de la piscina para entretener a sus hijos.
La demostración más extrema de los poderes de Reed es cuando en un momento fue capaz de aumentar su tamaño y masa a proporciones similares a Cosa que también aumentaron su fuerza física.
Asumir y mantener estas formas solía requerir un esfuerzo extremo. Debido a años de entrenamiento mental y físico, Reed ahora puede realizar estas hazañas a voluntad. Sus poderes (y los del Fantasma Rojo) también aumentaron cuando fueron expuestos a una segunda dosis de rayos cósmicos. El mantenimiento de la forma humana normal de su cuerpo requiere un cierto grado de concentración continua. Cuando Reed está relajado y distraído, su cuerpo parece "derretirse a cámara lenta" según Susan Storm. Al ser estirado a la fuerza hasta extremos durante un corto espacio de tiempo (por ejemplo, con una máquina tipo chicloso), también causa que Reed sufra un dolor intenso y la pérdida temporal de su elasticidad elástica natural.
La fuerza de Míster Fantástico proviene más de los poderes de su mente que de los poderes de su cuerpo; de hecho, una vez le dijo a Spider-Man que considera que sus poderes de estiramiento son prescindibles en comparación con su intelecto. Algunas historias han implicado que su intelecto puede haber sido impulsado por sus poderes, ya que una vez visitó un universo alternativo donde su otro yo-nunca había estado expuesto a los rayos cósmicos y era notablemente menos inteligente que él, aunque puramente se han mostrado versiones humanas de Reed que son incluso más inteligentes que él mismo, particularmente entre el Consejo de Reed. Tony Stark ha comentado que la habilidad de Reed de agrandar físicamente su cerebro (a través de sus poderes elásticos) le da una ventaja, aunque esto parece ser más una broma. Dicho esto, las escenas del mismo problema muestran que Reed "infló" su cráneo mientras calcula la potencia de salida del implante cardíaco con batería repulsor de Tony.
Para prácticamente toda su historia de publicación, Míster Fantástico ha sido representado como uno de los personajes más inteligentes del Universo Marvel. Un visionario teórico y un inspirado máquina Smith, que ha hecho grandes avances en campos tan variados como los viajes espaciales, viajes en el tiempo, los viajes extradimensional, la bioquímica, la robótica, las computadoras, los polímeros sintéticos, las comunicaciones, las mutaciones, el transporte, la holografía, la generación de energía, y análisis espectral, entre otros. Sin embargo, nunca teme admitir cuando otros tienen mayor experiencia en ciertos campos que él, como reconocer que el Doctor Octopus posee un mayor conocimiento de la radiación, que Hank Pym es un bioquímico superior, o que Spider-Man puede pensar en un problema desde una perspectiva de biología en la que no podría hacerlo, ya que su experiencia es en física. Richards obtuvo un doctorado en Matemáticas, Física e Ingeniería. Sus patentes son tan valiosas que puede financiar a los Fantastic Four, Inc. sin ningún estrés financiero indebido. El control mental raramente es efectivo para él y, cuando funciona, desaparece antes de lo que lo haría en una persona normal, debido a lo que él describe como una "conciencia elástica". Sin embargo, esta inteligencia puede ser una desventaja en su trato con la magia, ya que requirió una intensa lección del Doctor Strange y enfrentar la amenaza de que su hijo quedara atrapado en el Infierno por Reed para reconocer plenamente que la clave para usar la magia era aceptar que nunca lo entendería.
Richards también es un luchador consumado debido a sus años de experiencia en combate con los Cuatro Fantásticos, y se ha ganado un cinturón negro en judo.
Después de la crisis del Battleworld, Reed ha adquirido los poderes de los Beyonders que una vez poseyó Doom, pero confía en la creatividad y los nuevos poderes de su hijo Franklin para ayudarlo a recrear el multiverso después de que las incursiones destruyeron los otros universos paralelos.
Mister Fantástico, Mujer Invisible y la Fundación Futura fueron confrontados más tarde por el Griever al final de todas las cosas después de que Franklin Richards se había agotado de sus habilidades de deformación de la realidad. Debido a que Griever causó el colapso de 100 mundos, la Fundación Futura tuvo que defenderse incluso después de que el Hombre Molécula fuera asesinado. Cuando Míster Fantástico engañó al Griever para que trajera a sus compañeros de equipo de Los Cuatro Fantásticos, Thing y Antorcha Humana se reunieron como todos los demás superhéroes que formaban parte de los Cuatro Fantásticos.

## Equipo y tecnología
Aunque los Cuatro Fantásticos tienen numerosos dispositivos, artesanías y armas, hay algunos artículos que Reed Richards lleva consigo en todo momento.
Fantastiflare: Lanza un "4" ardiente en el cielo que se usa durante situaciones de combate para que otros miembros del grupo conozcan su ubicación.
Computadora uniforme: como todos los trajes de los Cuatro Fantásticos y el resto del vestuario de Reed, su traje está hecho de "moléculas inestables". Esto significa que el traje está en sintonía con sus poderes, que es la razón por la cual el traje de Johnny no se quema cuando "prende", el traje de Sue se vuelve invisible cuando lo hace, y el disfraz de Reed se estira con él. El traje también los aísla de los ataques eléctricos. Además, los uniformes del equipo también son, en esencia, computadoras portátiles. Sus trajes tienen un procesamiento de datos completo y telemetría sistema tejido en el material del uniforme a nivel molecular. Esto forma una red con todo el equipo, proporcionando un enlace ascendente constante y en tiempo real de la condición física de todos, así como su ubicación y situación actual. El traje es capaz de mostrar controles de datos y touch-pad en los guanteletes. Sus sensores pueden rastrear todos los uniformes del equipo y proporcionar una imagen de su vecindad inmediata. El traje tiene un intrincado sistema de escaneo que puede detectar cosas alrededor del usuario, desde la cantidad de personas que hay en el cuarto contiguo hasta la dimensión o planeta en el que se encuentran. Reed también puede vincular el cuerpo a cualquier computadora estirando la punta de los dedos al tamaño del filamento y conectándolos a un puerto de datos de E / S. Con esto, Reed puede establecer una base de datos bastante completa de cualquier computadora de protocolos y algoritmos de cifrado.

## Versiones alternativas
Reed Richards tiene muchas versiones alternativas a lo largo de los años y a lo largo de distintas colecciones de cómics y de distintos medios.

### Versión Cinematográfica
En la adaptación cinematográfica de la historia de "Mr. Fantástico" los orígenes de los poderes son similares a la versión original del cómic, con algunas diferencias. La principal es que en lugar de ser cuatro los tripulantes de la nave construida por Reed, en la versión para la gran pantalla a los cuatro héroes se les une un quinto tripulante, Víctor Von Doom que en esta adaptación no es otro gran científico, si no un magnate de los negocios y antiguo amigo de Reed y Sue.

### Versión Zombi
En el Universo de Marvel Zombies, en la publicación de Marvel Zombies: Dead Days, algunos de los superhéroes que no han sido infectados por el virus (entre los que se incluye los 4 Fantásticos), comienzan a enfrentar a los héroes infectados y otros, entre ellos Bruce Banner, Tony Stark y Reed, a crear una vacuna la cual logre acabar con la infección y un portal dimensional por si no resulta lo anterior, esto liderado por Nick Fury; pero al ver el interés por los especímenes y decidir que esta era una especie de actualización o evolución para la especie humana, decide infectar a sus propios compañeros (Sue, Johnny y Ben) en zombis y sin importar que sus hijos Franklin y Valeria (Muertos por She Hulk), a lo que pensó que era mejor que descansaran en paz a vivir en este mundo. Ya infectados, hizo que ellos lo mordieran y a su vez, también se transformó en zombi, a lo que después, mordió a Tony Stark y haciendo que Fury escapara con varios sobrevivientes como Nightcrawler, Coloso, Doctor Strange y Tormenta, pero al ingresar a la habitación con el portal Thor destruye el portal, y en ese mismo momento los 4 Fantásticos devoraron a Nick Fury y a los demás, los infectaron para convertirlos en zombis.
Luego en el Crossover con la versión Ultimate de los 4 Fantásticos, la versión zombi de Reed comienza a contactarse con su versión más joven, al cual, que le enseña su hijo Franklin; comentan sobre los diferencias entre ambos universos (el nombre del equipo de superhéroes que en las dos versiones se diferencian: Avengers o Vengadores y los Ultimates, las diferentes formas del edificio Baxters, etc). Así que el Reed Ultimate, decide ir al universo de zombis sin saber, lo que le esperaba. Allí se encontró un mundo en ruinas y muerto, al cual con los primeros que vio fueron a su versión zombi y los demás 4 Fantásticos, a lo cual, los enfrenta pero sin dar resultado, luego de huir de ellos y evitar ser devorado, un grupo de Superzombis entre ellos Spider-Man, los Vengadores y otros más, pero es rescatado por Magneto. Luego de esto, los 4 Fantásticos zombis, se fueron al Universo Ultimate y se enfrentaron a su versión de ese universo, que resultó una derrota para ellos y hasta el mismo Reed zombi, tuvo una gran derrota, cuando una parte de su cerebro fue estallado por Sue Ultimate. A lo que fue encarcelado con los demás zombis en el edificio Baxters. Mientras que sus enemigos estaban allí, Reed Ultimate escapaba con algunos sobrevivientes y Magneto de la turba de no muertos, pero fueron salvados por los 4 Fantásticos Ultimate, que fueron a esa realidad y los rescataron. Al final, ellos y los sobrevivientes volvieron al Universo Ultimate, gracias a que Magneto logró encender el generador para regresar a su dimensión y destruyendo el portal para que no volviera a ingresar nadie a la dimensión Ultimate, pero sacrificándose, ya que luego, sería devorado por los zombis.

### MC2
En la continuidad de MC2, Reed Richards diseña un pequeño robot al que afirma haber transferido su cerebro después de que su cuerpo quedara marcado en un accidente; en realidad, las heridas de Richards son menores y controla el robot de forma remota desde un puesto de avanzada en la Zona Negativa. Este robot, llamado Big Brain, es miembro de Los 5 Fantásticos, y es capaz de proyectar campos de fuerza y puede flotar o volar. Cuando Reed resuelve el problema que mantiene a Susan en estasis en la Zona Negativa, el bloqueo mental que impide que sus cicatrices sanen se disuelve y su apariencia vuelve a la normalidad.
En un universo alternativo de la línea MC2, Red Skull conquistó el mundo y mató al Capitán América. Más tarde, Skull es asesinado por el Doctor Doom, para quien Reed sirve como asesor. Después de que Doom y Crimson Curse caen en un portal, Richards se vuelve contra su compañero asesor Helmut Zemo.Más tarde, Reed se convierte en un científico loco, ayudado por versiones malvadas de Ben Grimm, Franklin Richards y Peter Parker. Son derrotados por Spider Girl, Thunderstrike y Stinger. 
Cuando el Dr. Doom regresa, Reed se ve obligado a un duelo mental con el villano, que termina en un empate que destierra sus mentes a la "Encrucijada del Infinito". Actualmente se encuentra en Latveria, bajo el cuidado de su esposa.

### 1602
En esta realidad, los cuatro fantásticos fueron afectados por una extraña tormenta que les otorgó los poderes. El conde muerte (el Victor Vom Muerte de esta realidad) los aprisiono, pero lograron escapar.

### Spider-Gwen
En el universo que presenta a Gwen Stacy como Spider-Woman, Reed es un niño genio afroamericano que comparte sus inventos con otros niños de su edad. Jessica Drew del universo 616 le pide ayuda para intentar llevarla a casa, y le revela que se ha encontrado con otros saltadores dimensionales antes que ella. Ayuda a las Mujeres Araña alterando su armamento para su batalla final contra Cindy Moon de su tierra y luego sirve como aliado de Spider-Gwen.

### Ultimate Marvel
Maker, es la versión de Míster Fantastico de Ultimate Marvel. El origen de los poderes de Ultimate Reed es diferente al del Reed original. Ultimate Reed Richards se ve envuelto en un experimento de teletransportador que funciona mal para lograr que la superpotencia se estire. El funda Ultimate Fantastic Four que explora la Zona N y lucha contra varios villanos. Después de que los Cuatro Fantásticos se disuelven debido al daño causado por " Ultimatum", Reed comienza a cambiar su visión del mundo y finalmente se hace llamar Maker y se convierte en un enemigo de los Ultimates. Cuando Galactus llega al universo Ultimate debido a una distorsión temporal,los Ultimates se ven obligados a acercarse al Maker en busca de ayuda. Maker viaja a la Tierra-616 para acceder a los archivos de su contraparte.Usando la información obtenida, Reed derrota a Galactus enviándolo a la Zona Negativa.
Después de los eventos de Secret Wars , Maker se traslada al principal Universo Marvel, también conocido como Tierra-616, donde continúa con sus nefastos planes.

## Otros medios

### Serie TV
- Aparece en la serie de televisión Los Cuatro Fantásticos de 1967, con la voz de Gerald Mohr.
- También apareció al dirigir al equipo en la serie de televisión Los Cuatro Fantásticos de 1978, con la voz de Mike Road.
- Apareció en la serie animada de 1994, con la voz de Beau Weaver. En el que él y Sue Storm ya están casados antes de obtener sus poderes.
- Beau Weaver retoma su papel de en The Incredible Hulk, episodio "Fantastic Fortitude". Él y los otros Cuatro Fantásticos toman sus vacaciones antes de que Hulk, She-Hulk y Thing combatan a los Soldados Gamma del Líder.
- Apareció en la serie de Spider-Man, la Serie Animada con la voz de Cam Clarke. Él y los Cuatro Fantásticos se encuentran entre los héroes que Spider-Man convoca a un planeta para que lo ayude contra los villanos que el Beyonder trajo allí. Mr Fantástico ayuda a despertar la parte latente de la mente de Curt Conners en el Lagarto.
- Aparece en la serie de televisión Fantastic Four: World's Greatest Heroes de 2006, con la voz de Hiro Kanagawa.
- Aparece en la serie de The Super Hero Squad Show con la voz de James Marsters.[79]
- También apareció en Los Vengadores: Los héroes Más Poderosos del Planeta de la segunda temporada, con la voz de Dee Bradley Baker. Hizo una breve aparición en cameo en el episodio "El hombre que robó el mañana". Reaparece en el episodio "La Guerra Privada del Doctor Doom", donde los Vengadores y los Cuatro Fantásticos se unen para luchar contra el Doctor Doom y sus Doombots.
- También apareció en Hulk and the Agents of S.M.A.S.H. de la primera temporada en "Monstruos nunca más", con la voz de Robin Atkin Downes.[80]

### Cine
- La no estrenada película de 1994 Los Cuatro Fantásticos presentó a Alex Hyde-White como Míster Fantástico.
- Mr. Fantástico es interpretado por el actor Ioan Gruffudd en la película Los 4 Fantásticos (2005) y su secuela Los 4 Fantásticos y Silver Surfer (2007). Ambas películas fueron dirigidas por Tim Story. En la continuidad de la película, Reed Richards es, inicialmente, un científico brillante pero tímido y pedante que, a pesar de su nivel genio de comprensión de las ciencias y de ser (como se describe en la segunda película), "es una de las mentes más grandes del siglo XXI", es fiscalmente incompetente y casi en bancarrota, lo que lo obliga a buscar inversiones de Victor von Doom (en la continuidad de la película, un científico rival y un empresario exitoso) para promover sus proyectos. Por los eventos de Rise of the Silver Surfer, Richards es, junto con sus compañeros de equipo, un superhéroe y una celebridad reconocidos internacionalmente. El estatus de celebridad de Reed a veces llega a su cabeza, como cuando cede a la seducción de tres mujeres sexys que conoce en un bar. Reed y Sue ahora están comprometidos, aunque Reed tiene problemas para evitar distraerse de su boda inminente (que se establece como el quinto intento que han hecho).[81][82]
- En X-Men 2, su apellido aparece en la cinta de Mystique.
- En la película animada Planeta Hulk, hace un cameo junto a Doctor Strange, Black Bolt y Iron Man, explicando a Hulk en un vídeo la razón por la que lo envían a otro planeta.
- Miles Teller interpretó a Reed en 4 Fantásticos, dirigida por Josh Trank.[83][84] A una edad temprana, Reed Richards y Ben Grimm trabajan en un teletransportador de proyectos que llama la atención del director de la Fundación Baxter, Franklin Storm. Reed ayuda a crear la Puerta Cuántica que lo lleva a él, Ben, Susan Storm, Johnny Storm y Victor von Doom al Planeta Cero. Los efectos del Planeta Zero le dan a Reed la capacidad de estirar. Culpándose por el incidente mientras está detenido en una instalación del gobierno, Reed escapa y permanece de incógnito. Después de ser encontrado por los militares un año más tarde, Reed es llevado al Área 57, donde es persuadido de ayudar a reparar la Puerta de Quantum. Las cosas empeoran cuando Victor von Doom resurge y planea usar el Planeta Zero para remodelar la Tierra al destruirla. Después de que él, Ben, Johnny y Susan derrotan a Victor, permanecen juntos, ya que Reed es quien presenta el nombre de grupo.

### Universo cinematográfico de Marvel
- Una versión alternativa de Richards aparece en la película de Universo cinematográfico de Marvel, Doctor Strange en el multiverso de la locura (2022), interpretado por John Krasinski. Esta versión es miembro de los Illuminati de la Tierra-838.[85] Él junto con otras personas con superpoderes, observan y detectan amenazas potenciales para el multiverso más amplio. Inicialmente está presente en el juicio del desplazado Stephen Strange (Benedict Cumberbatch), a quien advierte por causar potencialmente una incursión mientras lo considera una amenaza inminente, sin embargo, antes de que él y sus colegas puedan decidir sobre las consecuencias de Strange, luego es asesinado por la corrupta Wanda Maximoff / Bruja Escarlata, que poseía un cuerpo de su propia variante para infiltrarse en su cuartel general.
- Reed Richards será interpretado por Pedro Pascal en la línea principal del Universo cinematográfico de Marvel, debutando en la película, The Fantastic Four: First Steps (2025), [86]y repetirá el papel en Avengers: Doomsday (2026) y Avengers: Secret Wars (2027).[87][88]

### Videojuegos
- Míster Fantástico es un personaje jugable en el juego PlayStation, Fantastic Four.
- Míster Fantástico tiene una aparición especial en el juego Spider-Man basado en su serie animada de los años 90 para Sega Genesis y Super NES. Al alcanzar ciertos niveles del juego, Mr. Fantástico puede ser llamado un número limitado de veces para recibir ayuda.
- Míster Fantástico aparece como un personaje jugable en Marvel: Ultimate Alliance interpretado por David Naughton. Tiene un diálogo especial con Bruce Banner, Uatu, Black Bolt, Karnak, Crystal, Arcade y Coronel Fury. Un disco de simulación tiene a Míster Fantástico lucha Bulldozer en Murderworld. Otro disco de simulación tiene a Thing, el proyecto Míster Fantástico, cuando Rhino lo congela.[89] Sus trajes clásicos, New Marvel, original y Ultimate están disponibles.
- Míster Fantástico aparece en el videojuego Fantastic Four basado en la película de 2005 realizada por Ioan Gruffudd con su aspecto clásico expresado por Robin Atkin Downes en niveles de bonificación.
- Míster Fantástico aparece en el videojuego Fantastic Four: Rise of the Silver Surfer basado en la película sonora de Matthew Kaminsky.
- Míster Fantástico aparece en Marvel: Ultimate Alliance 2 con la voz de Robert Clotworthy. Su diseño clásico es su disfraz predeterminado y su diseño definitivo es su disfraz alternativo. Dado que el juego se basa en Civil War, está bloqueado en el lado Pro-Registration junto con Iron Man y Songbird.
- Míster Fantástico es un personaje jugable en Marvel Super Hero Squad Online.
- Reed Richards es uno de los cuatro científicos que Spider-Man intenta llamar en el videojuego de 2008 Spider-Man: Web of Shadows, junto con Tony Stark, Hank McCoy y Henry Pym.
- Míster Fantástico hace un cameo en Ultimate Marvel vs. Capcom 3 en el final de Frank West. En el final, le cuenta a Frank acerca de los Marvel Zombies, y que tan pronto como terminen de consumir su propio mundo, vendrán a los suyos. Como no quieren que eso suceda, Frank y Mr. Fantástico se unen para detenerlos.
- Apareció en el juego de pinball virtual Fantastic Four para Pinball FX 2 lanzado por Zen Studios.[90]
- Míster Fantástico es un personaje jugable en el juego de Facebook Marvel: Avengers Alliance.
- Míster Fantástico aparece en Marvel Heroes como un NPC y como un personaje jugable,[91] interpretado por Wally Wingert.[92] Sin embargo, debido a razones legales, fue removido del juego el 1 de julio de 2017.[93]
- Míster Fantástico aparece como un personaje jugable en Lego Marvel Super Heroes,[94] interpretado por Dee Bradley Baker.[95] Mientras trabaja en los misterios de los Ladrillos Cósmicos, el Señor Fantástico y el Capitán América terminan peleando contra el Doctor Octopus hasta que son asistidos por Spider-Man.
- Míster Fantástico es un personaje jugable en el juego móvil Marvel Future Fight.[96]
- Míster Fantástico es un personaje jugable en el juego móvil Marvel Puzzle Quest.[96]
- Míster Fantástico es un personaje jugable en el juego móvil Marvel Contest of Champions.[97]